# Голуб Андрій
Андрі́й Го́луб  (нар.17 травня 1887, Лохвиця, Російська імперія — пом.30 березня 1966, Каламазу, США) — український військовик, підполковник армії УНР (генерал-хорунжий в еміграції).

## Життєпис
Народився у місті Лохвиця. Згодом у мемуарній літературі помилково зазначалося, що Андрій Голуб закінчив Єлисаветградське кавалерійське училище та мав чин ротмістра. У 1919 році служив у 8 гусарському Лубенському полку і за даними версифікаційної комісії Армії УНР мав чин прапорщика піхоти (ймовірно, як піхотинець був приділений до кавалерійської частини).
У 1918 році — командир кінної розвідки 18 пішого кадрового Запорізького полку Армії Української Держави. (Херсон). Після протигетьманського повстання — командир кінної сотні при Херсонському губернському комісарі УНР.
Після взяття Херсона білими та військами Антанти перейшов на нелегальне становище, переїхав спочатку до Очакова, а потім — Одеси, де був заарештований білими. Звільнений з в'язниці на початку квітня 1919 року. Після взяття міста військами отамана Григор'єва. Служив у військах отамана Григор'єва: командував кінним полком, створеним із кадрів Херсонської повітової кінної сотні.
Після поразки Григор'їва залишився партизанити на Херсонщині. У серпні 1919 року у Балті влився з загоном до другого кінного Переяславського полку (ім. Максима Залізняка) Дієвої Армії УНР. Був командиром 4 сотні цього полку. 6 грудня 1919 року на чолі сотні виступив у Перший Зимовий похід.
Після переходу (11 грудня 1919 року) другого Переяславського полку на чолі з М. Аркасом на бік Української Галицької Армії, що тоді перебувала з білими, 16 грудня 1919 зі своєю сотнею залишив полк і приєднався до першої сотні О. Царенка другого кінного Переяславського полку, яка була у складі Дієвої армії УНР.
29 січня 1920 полк було перейменовано на другий кінний полк ім. М. Залізняка. Був помічником командира полку. З 12 квітня до 23 липня 1920 року — командир полку. Згодом — помічник командира полку зі стройової частини. З 13 вересня 1920 — командир першого кінного полку ім. М. Залізняка Окремої кінної дивізії Армії УНР. З 24 квітня 1921 — знову помічник командира полку.
З 1923 року жив на еміграції у Калішу. З 1944 року — у Західній Німеччині. З 1950 року — у США. Помер та похований у Каламазу (штат Мічиган).

## Доробок
- Голуб А. «Збройна визвольна боротьба на Херсонщині в запіллю ворога (1917—1919 роки)» //За Державність. — Торонто. — 1966. — Ч. 11. — С. 175—184